# Blanzac-Porcheresse
Blanzac-Porcheresse är en kommun i departementet Charente i regionen Nouvelle-Aquitaine i västra Frankrike. Kommunen ligger  i kantonen Blanzac-Porcheresse som ligger i arrondissementet Angoulême. År 2018 hade Blanzac-Porcheresse 733 invånare.

## Befolkningsutveckling
Antalet invånare i kommunen Blanzac-Porcheresse
Referens:INSEE